# 奇异关木通
奇异关木通（学名：Isotrema mirabile）为马兜铃科关木通属下的一个种，是中国的特有植物。分布于中国四川。之前为马兜铃科马兜铃属大叶马兜铃下的一个变型。 

## 扩展阅读
- 維基物種上的相關：奇异关木通